# Santuario de María Auxiliadora de Huancayo
El Santuario de María Auxiliadora, es una iglesia en la ciudad de Huancayo, Perú. Se encuentra al interior del Colegio Salesiano Santa Rosa, y es desde 1973 el principal templo de la obra salesiana en esa ciudad. Fue declarado Santuario, por Monseñor Emilio Vallebuona, Arzobispo de Huancayo, y consagrado el 12 de diciembre de 1992, en la fiesta de Nuestra Señora de Guadalupe.

## Historia
Los Salesianos llegaron a Huancayo, en el año 1921. En 1923 se fundó el Colegio Salesiano Santa Rosa, y años después se proyectó construir una iglesia en honor de su patrona María Auxiliadora. El templo fue diseñado por el ingeniero Julio Bonilla García, dándose inicio a la construcción en la década de los 60. Fue concluido para las Bodas de Oro (50 años) del Colegio, en 1973, y ese mismo año abrió por primera vez sus puertas al culto público, aunque en ese entonces el interior era un poco más sencillo. Monseñor Emilio Vallebuona Merea entonces Arzobispo de Huancayo, en su condición de Sacerdote Salesiano (SDB) otorgó a este templo el grado de "Santuario", convirtiéndose en el segundo Santuario Mariano más importante de la ciudad; fue consagrado el 12 de diciembre de 1992, coincidiendo con las fiestas de Nuestra Señora de Guadalupe.

## Diseño arquitectónico del exterior
En este Templo, predomina el diseño triangular, sobre todo en su fachada; en ella se encuentra el símbolo representativo de María Auxiliadora, junto a la frase dicha por la Santísima Virgen a Don Bosco: "Hic domus mea, inde glorea mea" (Esta es mi casa, de aquí saldrá mi gloria), sobre esta la gran Cruz domina todo el complejo arquitectónico. Sus puertas, a diferencia de todas las Iglesias de la ciudad, son corredizas. En sus lados laterales, cuenta con unos vitrales rectangulares con hermosos colores, apoyadas en columnas de forma triangular. En la parte posterior se encuentra la gran bóveda de estilo "cuarto de esfera", muy similar al que tiene la Iglesia de la Inmaculada.

## Interior
Su interior es bastante sobrio, pues no contiene muchas esculturas u obras pictóricas. Consta de una sola nave, en la que se encuentran cuatro filas de bancas; nada más ingresar se observan los cuatro confesionarios, tallados en madera. Al lado derecho, se encuentran en sus respectivas andas, las imágenes de María Auxiliadora y San Juan Bosco que salen en procesión durante la fecha de sus festividades. El altar mayor es posterior, aproximadamente de la década de 1990, y fue diseñado por el arquitecto Enrique Bonilla Di Tolla. Se trata de una estructura metálica que soporta planchas de mármol travertino andino y que cubre el arco del presbiterio y genera una suerte de hornacinas para las imágenes de Don Bosco y María Auxiliadora. Estas imágenes están ubicadas sobre peanas o pedestales de cristal templado. La mesa de altar también está hecha en mármol y debajo de ella, está el Sepulcro de Victoria, mártir del siglo IV, con una reliquia de la santa. Sostenida en la bóveda, se halla la talla del Gran Crucificado, denominado "Cristo de la Agonía", traído desde España. Actualmente la sacristía es pequeña y no tiene mucho para ser visitada, solamente contiene en ella los ornamentos litúrgicos que se utilizan para las festividades y celebraciones eucarísticas.

## Ceremonias
En este Templo se llevan a cabo las principales festividades y ceremonias de la comunidad salesiana de la ciudad de Huancayo, como las misas de triduo en honor a San Juan Bosco, en los meses de enero y agosto; o también las Novenas en honor a María Auxiliadora que se realizan previamente al día central que es el 24 de mayo.
También cada domingo se realizan aquí las celebraciones eucarísticas, que tienen gran acogida por toda la feligresía de Huancayo.